# Старение Европы

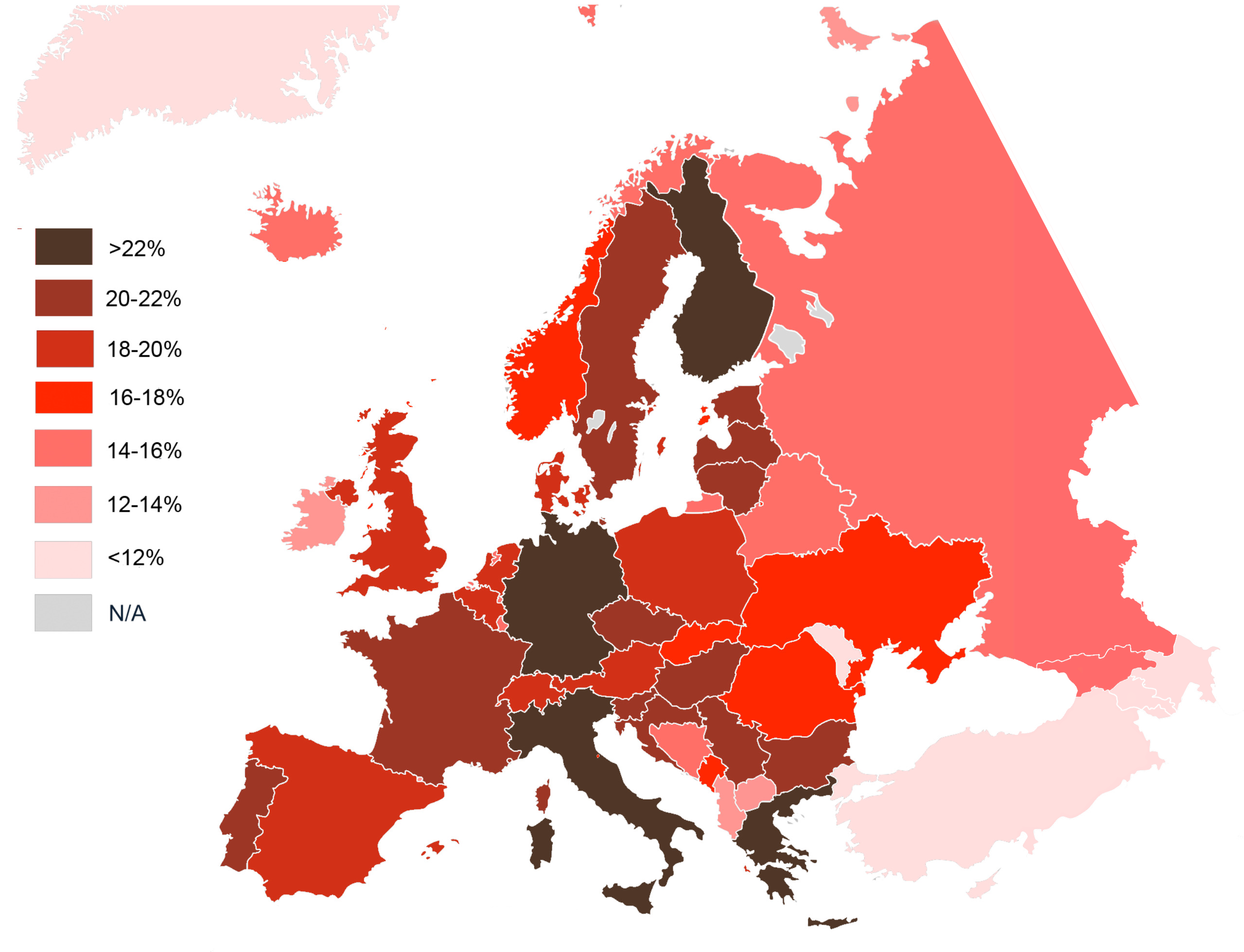
Процент населения старше 65 лет в странах Европы в 2020 году

Старение Европы — демографическое явление, характеризующееся снижением рождаемости, снижением уровня смертности и увеличением продолжительности жизни среди европейского населения. Низкий уровень рождаемости и высокая ожидаемая продолжительность жизни способствуют трансформации пирамиды населения Европы в сторону увеличения старшей возрастной группы. В результате доля трудоспособного населения уменьшается, а численность пенсионеров увеличивается. В ближайшие десятилетия с уходом на пенсию людей из поколения послевоенного беби-бума общее количество пожилых значительно увеличится. Это повлечет за собой большую нагрузку на население трудоспособного возраста, обеспечивающего растущее в численности пожилое население.
На протяжении истории многие государства стремились сохранить высокий уровень рождаемости, чтобы иметь низкие налоги, большую экономическую активность и большую численность войск.

## Страны Центральной Европы ипостсоветского пространства
После распада СССР в России начался демографический кризис, сопровождающийся существенным сокращением населения страны. До 2013 года естественный прирост был отрицательным. В 2013 естественный прирост составил 22,912 тысячи человек. В январе-октябре 2014 г. число родившихся (1 635 071) превысило число умерших (1 597 958) на 37 113 человек. При этом в 42 субъектах Российской Федерации наблюдается превышение числа умерших над числом родившихся, из них в 11 субъектах Российской Федерации это превышение составило 1,5—1,7 раза.
Всемирный банк опубликовал 20 июня 2007 года отчет о старении населения в Центральной Европе и бывшем СССР, в котором прогнозируется, что в период с 2007 по 2027 год население Грузии и Украины сократится на 17 % и 24 % соответственно. По оценкам Всемирного банка, численность населения в возрасте 65 лет и старше в Польше и Словении увеличится с 13 % до 21 % и с 16 % до 24 %, соответственно, в период с 2005 по 2025 год.